# Compsoctena isopetra
Compsoctena isopetra är en fjärilsart som beskrevs av Edward Meyrick 1921. Compsoctena isopetra ingår i släktet Compsoctena och familjen Eriocottidae. Inga underarter finns listade i Catalogue of Life.